# 黎明新年音樂會
黎明新年音樂會（原名為黎明平安夜音樂會），是香港歌手黎明的個人演唱會，由香港聯合國兒童基金會委員會及香港商業電台雷霆881主辦、成報協辦、和記電訊贊助，音樂會於1995年1月3日在旺角大球場舉行，只演1場，收益全數捐給「中國根治小兒麻痺症籌募計劃」用於購買疫苗。

## 背景
《黎明新年音樂會》是「根除小兒麻痺症計劃」籌款活動之一。1993年，黎明與聯合國兒童基金會香港委員會合作，協助啟動一個在中國消滅脊髓灰質炎（小兒麻痺症）的項目，並參與籌款和宣傳工作。1994年，黎明獲香港聯合國兒童基金會邀請出任「愛心大使」，並以大使身份參與多項籌款活動，包括義賣巧克力、慈善步行及服裝拍賣等，而繼1994年初舉行《多一點心愛黎明音樂會》後，主辦機構計劃於1994年底再次為黎明舉辦慈善音樂會，作為整個籌款活動的閉幕。

## 製作概念

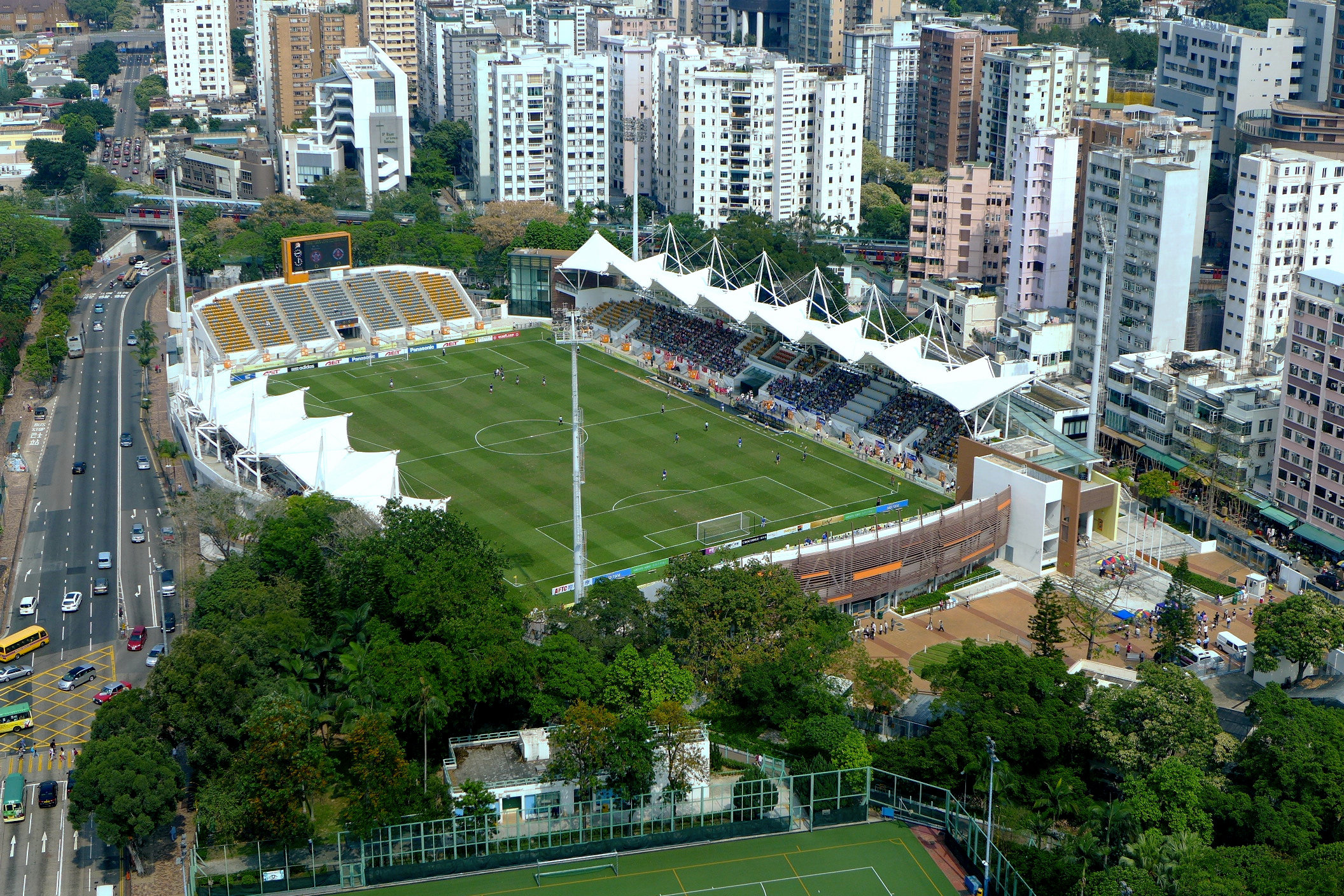
旺角大球場是一個約有八千五百個座位的露天場地（攝於2015年）

這個音樂會原本定名為《黎明平安夜音樂會》，於1994年12月24日舉行，其後因天雨關係取消，延期至1995年1月3日舉行，並改名為《黎明新年音樂會》。主辦單位原本計劃於維多利亞公園舉行音樂會，但維多利亞公園方面認為1994年初舉行的《多一點心愛黎明音樂會》安排並非妥當，決定不再租借有關場地作演唱活動，音樂會因此改為在旺角大球場舉行，演出時間提早於晚上7時30分開始，至晚上10時結束，以便散場時的人群及交通控制，會場可容納約一萬名觀眾，主辦單位安排了100名護衛和義工在場內維持秩序，而場外的保安工作則由警方負責。音樂會的製作費用約港幣一百萬元，由贊助商全數支付，黎明以義務性質參與演唱，並自資服裝費用，門票售價分別為港幣500元、200元及150元，並於場內售賣螢光棒及場刊給現場觀眾，連同門票等收益全部捐給「中國根治小兒麻痺症籌募計劃」用於購買疫苗。以下是音樂會的主要台前幕後人員：
- 司儀：鄭啟泰、黎海珊
- 大會顧問：毛南傑、黃寶珠、李進
- 策劃：王麗婷、黃霆君
- 統籌：周珮雯、劉淑儀、梁天恩
- 監製：朱明銳
- 執行監製：李練良、陳玉明
- 助理監製：羅家琿、周偉君
- 音樂總監：陳偉強
- 舞蹈編排：林青峰
- 服裝設計：陳華國
- 舞台設計：李佩圓
- 現場直播主持：林淑蓮
- 宣傳／推廣：鍾寶源、招雪梅、江思思、石綺琼
- 電台宣傳：王德全
- 燈光音響：藝能工程有限公司
- 場刊製作：Entertainment Marketing Inc.
- 場刊設計及編印：傳藝出版製作有限公司
- 相片提供：Blue Arc Limited
- 形象總監：李廣添

### 歌曲編排
以下是黎明在此音樂會中演唱的歌曲名單：
1. 最後的戀愛（NEW MEXICO MIX）
2. 不醉舞夜
3. 一夜傾情
4. 情緣
5. 陽光
6. 藍色街燈
7. 對不起我愛你
8. 我沒有愛錯
9. 夢中相擁
10. 美麗的開始
11. 但願不只是朋友
12. 送你一瓣的雪花
13. 最後的戀愛
14. 如果
15. 堆積情感
16. 因你在此
17. 我的真心獻給你
18. 火舞艷陽
19. 夜搖搖
20. 那有一天不想你

## 反應及迴響
《黎明新年音樂會》原定於1994年12月24日舉行，當天為下雨天氣，不少觀眾冒雨在球場外排隊等候，惟因部份音響器材遭雨水弄壞，同時考慮到觀眾安全等因素，主辦機構決定取消音樂會，黎明對此感到失望和可惜。音樂會其後改為在1995年1月3日舉行，舉行期間多次下大雨，氣溫跌至攝氏十多度，有傳媒以「天公不作美」來形容，同時認為黎明演出落力。現場觀眾約有一萬多人，由警方協助維持場內秩序，眾人在音樂會開始時收起由主辦機構提供的雨傘，冒雨觀看演出並高呼黎明的名字及大叫「Encore」，在音樂會尾聲一起站立為黎明打氣。香港作曲家及作詞家協會表示根據當時徵收版權條例，凡是在公眾場合演奏樂曲，該會便用向主辦機構收取版權費用，據傳媒報導，此音樂會需繳付約三萬多元稅項作為版權費。黎明表示如要支付有關版權費，預計會有二萬多名兒童失去接受疫苗機會，他認為舉辦慈善活動是要幫助有需要的人，應該免除版權費，但他亦表示憑個人力量不能改變這個制度，希望香港作曲家及作詞家協會能夠體諒。主辦機構其後決定不在音樂會收益中扣除版權費，有關費用改由黎明所屬的唱片公司及聯合國委員會支付。黎明對於自己的表現感到滿意，而不足之處是演唱期間經常下雨，導致部份音響及燈光器材受到影響，他認為這是上天對他的一個考驗，並表示有不少兒童正在等待幫助，故即使天氣不佳，他仍堅持舉行音樂會。